# Quận Lincoln, Montana
Quận Lincoln là một quận thuộc tiểu bang Montana, Hoa Kỳ. Quận lỵ đóng ở Libby6. Quận được đặt tên theo Abraham Lincoln. Dân số theo điều tra năm 2010 của Cục điều tra dân số Hoa Kỳ là 19687 người.

## Địa lý
Theo Cục điều tra dân số Hoa Kỳ, quận này có diện tích 9520 km2, trong đó có 160 km2 là diện tích mặt nước.

## Thông tin nhân khẩu
Theo điều tra dân số 2 năm 2000, quận này đã có dân số 18.837 người, 7.764 hộ gia đình, và 5.333 gia đình sống trong quận hạt. Mật độ dân số là 5 người trên một dặm vuông (2/km ²). Có 9.319 đơn vị nhà ở mật độ trung bình của 3 trên một dặm vuông (1/km ²). Thành phần chủng tộc của cư dân sinh sống trong quận gồm 96,09% người da trắng, 0,11% da đen hay Mỹ gốc Phi, 1,20% người Mỹ bản xứ, 0,31% châu Á, Thái Bình Dương 0,04%, 0,39% từ các chủng tộc khác, và 1,86% từ hai hoặc nhiều chủng tộc. 1,44% dân số là người Hispanic hay Latino thuộc một chủng tộc nào. 23,6% là người gốc Đức, tiếng Anh 12,0%, 10,2% người Mỹ, Na Uy 9,8% và 9,4% gốc Ailen theo điều tra dân số năm 2000. 96,5% nói tiếng Anh, Đức 1,7% và 1,3% người Tây Ban Nha là ngôn ngữ đầu tiên của họ.
Có 7.764 hộ, trong đó 29,10% có trẻ em dưới 18 tuổi sống chung với họ, 57,10% là đôi vợ chồng sống với nhau, 7,80% có nữ hộ và không có chồng, và 31,30% là không lập gia đình. 26,70% hộ gia đình đã được tạo ra từ các cá nhân và 10,00% có người sống một mình65 tuổi hoặc cao hơn. Cỡ hộ trung bình là 2,40 và cỡ gia đình trung bình là 2,90.
Trong quận cơ cấu độ tuổi dân cư được trải ra với 25,30% dưới độ tuổi 18, 5,50% 18-24, 24,20% 25-44, 29,70% từ 45 đến 64, và 15,20% từ 65 tuổi trở lên người. Độ tuổi trung bình là 42 năm. Đối với mỗi 100 nữ có 102,70 nam giới. Đối với mỗi 100 nữ 18 tuổi trở lên, đã có 100,50 nam giới.
Thu nhập trung bình cho một hộ gia đình trong quận đạt mức USD 26.754, và thu nhập trung bình cho một gia đình là USD 31.784. Phái nam có thu nhập trung bình USD 30.299 so với 20.600 USD đối với phái nữ. Thu nhập bình quân đầu người là 13.923 USD. Có 14,20% gia đình và 19,20% dân số sống dưới mức nghèo khổ, bao gồm 26,40% những người dưới 18 tuổi và 10,80% của những người 65 tuổi hoặc cao hơn.